# Un chant d'amour
Un chant d'amour (bra: Canção de Amor) é o único filme do escritor francês Jean Genet, que ele dirigiu em 1950. Por causa de seu explícito (embora apresentado artisticamente) conteúdo homossexual, o filme de 26 minutos foi proibido há muito tempo.

## Enredo
O filme começa com uma mão estendida das grades da prisão, balançando um buquê de flores, mas nunca alcançando a outra mão estendida das grades adjacentes da prisão. A trama se passa em uma prisão francesa, onde um guarda prisional tem prazer voyeurístico ao observar os presos realizando atos sexuais masturbatórios. Em duas celas adjacentes, há um homem mais velho, de aparência argelina, e um condenado tatuado, na casa dos vinte anos. O mais velho está apaixonado pelo mais novo, esfregando-se na parede e compartilhando a fumaça do cigarro com o amado através de um canudo.
O guarda penitenciário, aparentemente com ciúmes do relacionamento dos presos, entra na cela do presidiário mais velho e bate nele. Depois disso, o preso mergulha em uma fantasia onde ele e seu objeto de desejo vagam pelo campo. Na cena final, fica claro que o poder do guarda não se compara à intensidade da atração entre os presos, mesmo que o relacionamento deles não seja consumado. O guarda da prisão faz o prisioneiro mais velho chupar sua arma de forma sexual. O guarda torna-se, portanto, um reflexo distorcido do amor dos prisioneiros uns pelos outros. O filme termina com a outra mão agarrando as flores e levando-as para trás das grades.
Genet não usa diálogos em seu filme, mas se concentra em close-ups de corpos, rostos, axilas e pênis. O filme também é rico em simbolismo, e toda a narrativa pode ser lida como um símbolo do desejo de consumação do amor entre duas pessoas, realizado em parte através da intervenção voyeurística e sádica de uma terceira.

## Elenco
- Bravo como prisioneiro mais velho (sem créditos)
- Lucien Sénemaud como prisioneiro mais jovem (sem créditos)
- Java como prisioneiro nu (sem créditos)
- André Reybaz como Guarda (sem créditos)
- Coco Le Martiniquais como segunda prisioneira dançarina (sem créditos)

## Produção
Un chant d'amour foi o único filme do escritor francês Jean Genet, que dirigiu. Acreditava-se que Jean Cocteau fosse o diretor de fotografia do filme.

## Controvérsia e proibição
Quando, em 1966, o distribuidor Sol Landau tentou exibir o filme em Berkeley, Califórnia, ele foi informado por um membro do departamento de investigações especiais da polícia local que, se continuasse a exibi-lo, o filme "seria confiscado e o responsável preso". Landau respondeu instituindo o caso Landau v. Fording (1966), no qual procurou mostrar o trabalho de Genet sem assédio policial. O Tribunal Superior do Condado de Alameda assistiu ao filme duas vezes e declarou que ele "revelava explícita e vividamente atos de masturbação, cópula oral, o infame crime contra a natureza [um eufemismo para sodomia], voyeurismo, nudez, sadismo, masoquismo e sexo... " O tribunal rejeitou o processo de Landau, condenando ainda o filme como "pornografia barata calculada para promover a homossexualidade, a perversão e práticas sexuais mórbidas". Ele foi igualmente rejeitado no Tribunal Distrital de Apelações da Califórnia, que aceitou que Genet era um escritor importante, mas citou-o como um trabalho menor de um período inicial e declarou que no final era "nada mais do que pornografia pesada e deveria ser banido." Quando o caso chegou ao Supremo Tribunal dos Estados Unidos, a decisão foi confirmada mais uma vez, numa decisão 5-4 per curiam, na qual os juízes simplesmente declararam que Un chant d'amour era obsceno e não ofereceram mais explicações.

— Jonathon Green e Nicholas J Karolides, The Encyclopedia of Censorship

## Recepção crítica
Un chant d'amour foi descrito na The Queer Encyclopedia of Film & Television como "uma das primeiras e mais notáveis tentativas de retratar a paixão homossexual na tela". Fernando F. Croce da Slant escreveu "Uma visão revolucionária de emancipação através da sensualidade, Un chant d'amour é uma canção de amor universal e eterna." Jamie Rich do DVD Talk chamou-o de "um filme eficaz, embora um pouco desajeitado e pretensioso", que "ainda é um experimento progressivo e interessante que vale o tempo que alguém está disposto a investir nele". Phil Hall do Film Threat foi mais crítico, escrevendo "trabalhar em um meio de cinema mudo rouba de Genet a linguagem lírica que dominava seu gênio artístico e, em vez disso, ele apresenta uma meada de imagens que se torna cada vez mais tola à medida que o filme avança. [...] Estritamente de valor curioso, "Un chant d'amour" pode oferecer aos espectadores contemporâneos pouco mais do que algumas risadas gays involuntárias."
No Rotten Tomatoes o filme tem 100% de aprovação com base nas avaliações de 8 críticos.

## Legado
O filme foi citado como uma influência para muitos cineastas gays, incluindo Derek Jarman, Andy Warhol, e Paul Morrissey.